# Channel One Cup 2018
50. edycja turnieju Channel One Cup była rozgrywana w dniach 13-16 grudnia 2018 roku. Brało w nim udział cztery reprezentacje: Czech, Szwecji, Finlandii, Rosji. Każdy zespół rozegrał po trzy spotkania, łącznie odbyło się sześć meczów. Cztery spotkania rozegrano w hali VTB Ice Palace w Moskwie, jeden z meczów odbył się na odkrytym lodowisku w Sankt Petersburgu, a jeden mecz odbył się w fińskim Tampere w hali Hakametsä. Turniej był drugim, zaliczanym do klasyfikacji Euro Hockey Tour w sezonie 2018/2019.

## Wyniki
| 13 grudnia 2018 | Finlandia | 3:4 pk. | Czechy | Hakametsä, Tampere |

| Szczegóły      | Szczegóły                                                             | Szczegóły                 | Szczegóły                                                                            | Szczegóły                                                                                             |
| -------------- | --------------------------------------------------------------------- | ------------------------- | ------------------------------------------------------------------------------------ | --- |
| Godzina: 18:30 | A. Hakulionen (EQ) 18:53 J. Puustinen (EQ) 22:57 T. Rajala (EQ) 27:21 | (1:0, 2:0, 0:3, 0:0, 0:1) | 42:08 (EQ) M. Bulíř 42:50 (EQ) R. Lenc 51:24 (EQ) T. Kundrátek 65:00 (SO) D. Kubalík | Widzów: 6299 Sędzia główny: Linus Öhlund Mikael Nord Sędziowie liniowi: Joona Elonen Lauri Nikulainen |
| Godzina: 18:30 | 8 min. kar                                                            |                           | 2 min. kar                                                                           | Widzów: 6299 Sędzia główny: Linus Öhlund Mikael Nord Sędziowie liniowi: Joona Elonen Lauri Nikulainen |

| 13 grudnia 2018 | Szwecja | 2:3 pk. | Rosja | VTB Ice Palace, Moskwa |

| Szczegóły      | Szczegóły                                 | Szczegóły                 | Szczegóły                                                                  | Szczegóły |
| -------------- | ----------------------------------------- | ------------------------- | -------------------------------------------------------------------------- | --- |
| Godzina: 18:45 | P. Holm (EQ) 05:08 K. Dahlbeck (EQ) 33:26 | (1:0, 1:0, 0:2, 0:0, 0:1) | 43:24 (PP) M. Grigorienko 44:25 (EQ) W. Gawrikow 65:00 (SO) M. Grigorienko | Widzów: 11790 Sędzia główny: Kristian Vikman Lassi Heikkinen Sędziowie liniowi: Nikita Szałagin Dmitry Sziszło |
| Godzina: 18:45 | 6 min. kar                                |                           | 8 min. kar                                                                 | Widzów: 11790 Sędzia główny: Kristian Vikman Lassi Heikkinen Sędziowie liniowi: Nikita Szałagin Dmitry Sziszło |

| 15 grudnia 2018 | Finlandia | 3:2 | Szwecja | VTB Ice Palace, Moskwa |

| Szczegóły      | Szczegóły                                                         | Szczegóły       | Szczegóły                                     | Szczegóły |
| -------------- | ----------------------------------------------------------------- | --------------- | --------------------------------------------- | --- |
| Godzina: 11:30 | O. Palve (PP) 37:04 A. Kalapudas (EQ) 43:23 J. Lajunen (PP) 57:20 | (0:1, 1:1, 2:0) | 04:24 (PP) M. Lindqvist 25:02 (EQ) E. Lersson | Widzów: 8873 Sędzia główny: Jurij Oskirko Jewgienij Romasko Sędziowie liniowi: Jewgienij Judin Maksim Bersenow |
| Godzina: 11:30 | 12 min. kar                                                       |                 | 22 min. kar                                   | Widzów: 8873 Sędzia główny: Jurij Oskirko Jewgienij Romasko Sędziowie liniowi: Jewgienij Judin Maksim Bersenow |

| 15 grudnia 2018 | Rosja | 7:2 | Czechy | VTB Ice Palace, Moskwa |

| Szczegóły      | Szczegóły | Szczegóły       | Szczegóły                                   | Szczegóły |
| -------------- | --- | --------------- | ------------------------------------------- | --- |
| Godzina: 15:45 | W. Tokranow (PP) 04:16 N. Prochorkin (PP) 07:48 A. Łoktionow (EQ) 23:40 K. Kaprizow (EQ) 32:09 A. Kuźmenko (EQ) 37:07 A. Kuźmienko (EQ) 42:27 A. Łoktionow (PP) 56:06 | (2:1, 3:0, 2:1) | 05:08 (EQ) D. Kubalík 53:02 (SH) D. Kubalík | Widzów: 12491 Sędzia główny: Kristian Vikman Lassi Heikkinen Sędziowie liniowi: Gleb Łazarow Aleksander Otmachow |
| Godzina: 15:45 | 18 min. kar |                 | 38 min. kar                                 | Widzów: 12491 Sędzia główny: Kristian Vikman Lassi Heikkinen Sędziowie liniowi: Gleb Łazarow Aleksander Otmachow |

| 16 grudnia 2018 | Czechy | 2:3 | Szwecja | VTB Ice Palace, Moskwa |

| Szczegóły      | Szczegóły                                   | Szczegóły       | Szczegóły                                                           | Szczegóły |
| -------------- | ------------------------------------------- | --------------- | ------------------------------------------------------------------- | --- |
| Godzina: 14:00 | T. Zohorna (EQ) 13:19 P. Zdráhal (EQ) 28:21 | (1:0, 1:2, 0:1) | 29:34 (EQ) E. Lersson 34:06 (EQ) E. Lersson 56:53 (EQ) M. Lindqvist | Widzów: 8913 Sędzia główny: Jurij Oskirko Jewgienij Romasko Sędziowie liniowi: Jewgienij Judin Maksim Bersenow |
| Godzina: 14:00 | 8 min. kar                                  |                 | 8 min. kar                                                          | Widzów: 8913 Sędzia główny: Jurij Oskirko Jewgienij Romasko Sędziowie liniowi: Jewgienij Judin Maksim Bersenow |

| 16 grudnia 2018 | Rosja | 5:0 | Finlandia | Outdoor Arena, Sankt Petersburg |

| Szczegóły      | Szczegóły | Szczegóły       | Szczegóły  | Szczegóły                                                                                              |
| -------------- | --- | --------------- | ---------- | --- |
| Godzina: 17:00 | K. Kaprizow (EQ) 19:02 W. Tokranow (PP) 25:28 N. Niestierow (PP) 29:21 W. Gawrikow (EQ) 30:10 M. Grigorienko (EQ) 54:39 | (1:0, 3:0, 1:0) |            | Widzów: 71381 Sędzia główny: René Hradil Pavel Hodek Sędziowie liniowi: Nikita Szałagin Dmitry Sziszło |
| Godzina: 17:00 | 6 min. kar |                 | 8 min. kar | Widzów: 71381 Sędzia główny: René Hradil Pavel Hodek Sędziowie liniowi: Nikita Szałagin Dmitry Sziszło |

## Klasyfikacja
| Poz. | Zespół    | M | Pkt | Z | WpD | PpD | P | G+ | G- | +/- |
| ---- | --------- | - | --- | - | --- | --- | - | -- | -- | --- |
| 1    | Rosja     | 3 | 8   | 2 | 1   | 0   | 0 | 15 | 4  | +11 |
| 2    | Finlandia | 3 | 4   | 1 | 0   | 1   | 1 | 6  | 11 | -5  |
| 3    | Szwecja   | 3 | 4   | 1 | 0   | 1   | 1 | 7  | 8  | -1  |
| 4    | Czechy    | 3 | 2   | 0 | 1   | 0   | 2 | 8  | 13 | -5  |

## Wyróżnienia indywidualne
- Klasyfikacja kanadyjska:  Michaił Grigorienko